# Yuffie Kisaragi
Pour les articles homonymes, voir Kisaragi.
Yuffie Kisaragi (ユフィ・キサラギ, Yufi Kisaragi) est un personnage créé par Tetsuya Nomura issu de Final Fantasy VII. Yuffie apparaît aussi dans Dirge of Cerberus: Final Fantasy VII et dans Crisis Core: Final Fantasy VII. Dans la plupart des œuvres où Yuffie est présente et possède des lignes de dialogues, le personnage est doublé dans la version originale par Yumi Kakazu, et dans la version française par Caroline Combes,,.

## Développement
Au début du développement de Final Fantasy VII, Yuffie était imaginée comme étant ancien membre du SOLDAT de 25 ans qui travaille maintenant en tant que chasseuse de primes, traquant à la fois Cloud Strife et Sephiroth, tout en ayant une prime sur sa propre tête. Les personnages secondaires Vincent Valentine et Yuffie Kisaragi ont été presque amputés du jeu par manque de temps et sont devenus des personnages facultatifs. Yuffie apparaît dans de nombreuses scènes cinématiques en raison de l'attachement de Jun Akiyama pour le personnage, responsable de ces séquences. L'idée que Yuffie apparaisse lors d'un combat et entame une conversation juste après, est une idée d'Akiyama, et plus le développement progressait, plus le personnage occupait une place importante.

## Apparitions

### Final Fantasy VII
Yuffie est l'un des deux personnages secrets de Final Fantasy VII, elle est âgée de 16 ans et combat avec un shuriken qu'elle balance à la manière d'un boomerang. Elle est la fille du leader d'Utaï, Godo Kisaragi. Après avoir perdu la guerre contre la « ShinRa Electric Power Company », Godo commença à faire d'Utaï une attraction touristique. La situation ne convenait pas à Yuffie qui commençait à fuir, volant la matéria à des personnes itinérantes dans l'espoir de devenir un jour suffisamment forte pour changer la situation. Perfide et arrogante, Yuffie est obsédée par la matéria, qu'elle vole autant que possible. C'est par le vol de matérias que Yuffie fait la rencontre avec Cloud Strife.
Elle a aussi tendance à être d'humeur irritable et est sujette au mal des transports. Yuffie possède une matéria spéciale « Lancer », lui permettant de jeter presque n'importe quel objet de l'inventaire aux ennemis durant le combat. En gagnant de l'expérience, la materia évolue et rend accessible la capacité « Argent », qui permet d'enlever les points de vie aux ennemis en leur lançant des gils.
Dans l'histoire, Yuffie apparaît la première fois lorsqu'elle tend un piège à Cloud Strife et ses alliés dans la Région de Gongaga ou dans les forêts au sud de Junon, elle est présentée lors du combat sous le nom de « Ninja Mystère ». Si le joueur la bat au combat, il aura une série de questions où il devra répondre correctement aux questions pour que Yuffie rejoigne le groupe. Cependant, une fois arrivé dans la région d'Utaï, Yuffie vole toutes les matérias du groupe et les cache, mais elle se fait kidnapper par Don Cornéo. Après avoir été secourue par le groupe de Cloud, elle leur rend les matérias et continue l'aventure avec. Dans une quête annexe dans le village d'Utaï, un défi est réservé uniquement à Yuffie, qui doit se présenter dans la pagode et affronter cinq ennemis, dont le dernier combat est contre son père Godo.

### Autres apparitions
En dehors de la série Final Fantasy, Yuffie apparaît dans le jeu de combat Ehrgeiz. Elle apparaît ensuite dans les jeux de rôle Kingdom Hearts et Kingdom Hearts 2 sortis respectivement en 2002 et 2005,. Yuffie est le premier personnage en DLC sorti pour le jeu de rythme Theatrhythm Final Fantasy: Curtain Call en 2014.